# 中国驻扎门乌德总领事列表
本列表为中国驻蒙古国扎门乌德总领事馆历任总领事名录。

## 历任中国驻扎门乌德总领事

### 中华人民共和国驻扎门乌德总领事（2013年至今）
2012年12月27日，中华人民共和国与蒙古国政府达成在扎门乌德设立总领事馆的协议。2014年7月3日，驻扎门乌德总领事馆正式开馆。
| 姓名   | 任命 | 到任          | 递交任命书    | 免职 | 离任       | 领事职务 | 备注 | 备注 |
| ------ | ---- | ------------- | ------------- | ---- | ---------- | -------- | ---- | ---- |
| 李向阳 |      | 2013年9月     |               |      | 2016年1月  | 总领事   |      |      |
| 柴文睿 |      | 2016年2月     | 2016年2月25日 |      | 2019年12月 | 总领事   |      |      |
| 李雁军 |      | 2020年4月     | 2020年4月27日 |      | 2024年2月  | 总领事   |      |      |
| 柯友生 |      | 2024年6月22日 | 2024年6月24日 | 现任 |            | 总领事   |      |      |